# Möseln
Möseln ist ein Ortsteil der Stadt Colditz im Landkreis Leipzig in Sachsen.

## Lage und Erreichbarkeit
Möseln liegt ca. 2 km südlich der Stadt Colditz und ist mit der B 107 direkt mit ihr verbunden.

## Geschichte
Als Siedlung wurde Möseln erstmals 1381 unter dem Namen Meselin in Urkunden erwähnt. Am 1. Juli 1950 wurde Möseln nach Colditz eingemeindet.